# 克劳斯·霍廷格

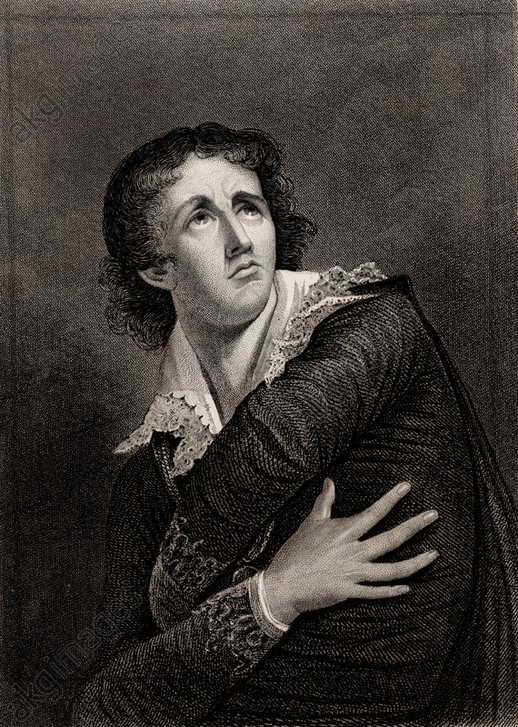

克劳斯·霍廷格（Klaus Hottinger）是出生于措利孔的一名鞋匠。作为慈运理的追随者，他参与了1522年的香肠事件，该事件标志着瑞士宗教改革正式开始。1523年，他推倒了苏黎世市郊施塔德尔霍芬的一座木制十架苦像，结果于当年11月被该州驱逐出境。1524年3月9日，虽然苏黎世尽力为他斡旋，克劳斯仍在卢塞恩被处决，从而成为瑞士新教运动的首位殉道者。